# 1re législature du Québec
|      |      |                       | 1re législature | 1re législature | 1re législature | 1re législature | 1re législature | 1re législature | 1re législature | 1re législature | 1re législature | 1re législature | 1re législature | 1re législature | 1re législature | 1re législature | 1re législature | 2e législature | 2e législature |
|      |      | Gouvernement Chauveau |                 |                 |                 |                 |                 |                 |                 |                 |                 |                 |                 |                 |                 |                 |                 |                |                |
| 1867 | 1867 | 1867                  | 1867            | 1868            | 1868            | 1868            | 1868            | 1869            | 1869            | 1869            | 1869            | 1870            | 1870            | 1870            | 1870            | 1871            | 1871            | 1871           | 1871           |

La 1re législature du Québec est élue lors des élections générales québécoises de 1867 tenue en août et septembre 1867. La législature dure jusqu'au 27 mai 1871 au moment de la dissolution de l'Assemblée législative afin de tenir les 2e élections générales. Cette législature voit la formation du gouvernement Chauveau qui sera reconduit lors de la législature suivante.

## Sessions
On compte quatre sessions à l'intérieur de la 1re législature :
- 1re session : 27 décembre 1867 au 24 février 1868
- 2e session : 20 janvier 1869 au 5 avril 1869
- 3e session : 23 novembre 1869 au 1er février 1870
- 4e session : 3 novembre 1870 au 24 décembre 1870

## Discours du budget
Quatre discours : 
- 14 février 1868
- 8 mars 1869
- 14 décembre 1869
- 29 novembre 1870

## Statistiques et faits saillants
- Députés siégeant au dernier parlement du Canada-Uni : 15 (incluant Jean-Charles Chapais élu dans une élection partielle dans Champlain).
- Autres députés avec expérience parlementaire : 7
- Députés également élus au parlement fédéral en vertu d'un double mandat : 19
- Députés qui ne terminèrent pas leur mandat : 6 (2 décès, 3 démissions et une nomination au Conseil législatif).
- Députés qui firent partie du Cabinet : 5 (plusieurs ministres provenaient du Conseil législatif).
- Plus jeune député : Joseph-Adolphe Chapleau, 26 ans
- Plus vieux député : William Cantwell, 63 ans
- Âge moyen : 42 ans.
- Le nombre de séances (en jours) pour les quatre sessions : 163 jours[4].
- L'orateur[5] de l'Assemblée législative pendant toute la législature est :
  - Joseph-Godric Blanchet, député de Lévis.
- L'orateur[6] du Conseil législatif pendant la législature est :
  - Charles-Eugène Boucher de Boucherville.
- Le greffier[7] de l'Assemblée législative est :
  - George Muir.

## Liste des députés
- Les caractères gras indiquent que la personne a été membre du conseil des ministres durant la législature.
- Les caractères en italique indiquent les personnes qui ont été chefs d'un parti politique durant la législature.

|  | Nom                                             | Parti        | Circonscription     |
|  | ----------------------------------------------- | ------------ | ------------------- |
|  | Sydney Robert Bellingham                        | Conservateur | Argenteuil          |
|  | Pierre-Samuel Gendron                           | Conservateur | Bagot               |
|  | Christian Henry Pozer                           | Libéral      | Beauce              |
|  | Célestin Bergevin                               | Conservateur | Beauharnois         |
|  | Onésime Pelletier                               | Libéral      | Bellechasse         |
|  | Louis-Joseph Moll                               | Conservateur | Berthier            |
|  | Clarence Hamilton                               | Libéral      | Bonaventure         |
|  | Christopher Dunkin                              | Conservateur | Brome               |
|  | Jean-Baptiste Jodoin                            | Conservateur | Chambly             |
|  | John Jones Ross (1867)                          | Conservateur | Champlain           |
|  | Jean-Charles Chapais (1867-1871)                | Conservateur | Champlain           |
|  | Léon-Charles Clément                            | Conservateur | Charlevoix          |
|  | Édouard Laberge                                 | Libéral      | Châteauguay         |
|  | Pierre-Alexis Tremblay                          | Indépendant  | Chicoutimi-Saguenay |
|  | James Ross                                      | Conservateur | Compton             |
|  | Gédéon Ouimet                                   | Conservateur | Deux-Montagnes      |
|  | Hector-Louis Langevin                           | Conservateur | Dorchester          |
|  | Edward John Hemming                             | Conservateur | Drummond-Arthabaska |
|  | Pierre Fortin                                   | Conservateur | Gaspé               |
|  | Louis Beaubien                                  | Conservateur | Hochelaga           |
|  | Julius Scriver (1867-1869)                      | Conservateur | Huntingdon          |
|  | William Cantwell (1869-1871)                    | Conservateur | Huntingdon          |
|  | Louis Molleur                                   | Libéral      | Iberville           |
|  | Narcisse Lecavalier                             | Conservateur | Jacques-Cartier     |
|  | Vincent-Paul Lavallée                           | Conservateur | Joliette            |
|  | Charles-François Roy (1869-1871)                | Conservateur | Kamouraska          |
|  | Césaire Thérien                                 | Conservateur | La Prairie          |
|  | Étienne Mathieu                                 | Conservateur | L'Assomption        |
|  | Joseph-Hyacinthe Bellerose                      | Conservateur | Laval               |
|  | Joseph-Godric Blanchet                          | Conservateur | Lévis               |
|  | Pamphile-Gaspard Verrault                       | Conservateur | L'Islet             |
|  | Henri-Gustave Joly de Lotbinière                | Libéral      | Lotbinière          |
|  | Alexis Lesieur Desaulniers                      | Conservateur | Maskinongé          |
|  | George Irvine                                   | Conservateur | Mégantic            |
|  | Josiah Sandford Brigham                         | Conservateur | Missisquoi          |
|  | Firmin Dugas                                    | Conservateur | Montcalm            |
|  | Louis-Henri Blais                               | Libéral      | Montmagny           |
|  | Joseph-Édouard Cauchon                          | Conservateur | Montmorency         |
|  | Edward Brock Carter                             | Conservateur | Montréal-Centre     |
|  | George-Étienne Cartier                          | Conservateur | Montréal-Est        |
|  | Alexander Walker Ogilvie                        | Conservateur | Montréal-Ouest      |
|  | Pierre Benoit (1867-1870)                       | Libéral      | Napierville         |
|  | Laurent-David LaFontaine (1870-1871)            | Libéral      | Napierville         |
|  | Joseph Gaudet                                   | Conservateur | Nicolet             |
|  | Levi Ruggles Church                             | Conservateur | Ottawa              |
|  | John Poupore                                    | Conservateur | Pontiac             |
|  | Praxède Larue                                   | Conservateur | Portneuf            |
|  | Pierre-Joseph-Olivier Chauveau                  | Conservateur | Québec              |
|  | Georges-Honoré Simard                           | Conservateur | Québec-Centre       |
|  | Jacques-Philippe Rhéaume                        | Conservateur | Québec-Est          |
|  | John Hearn                                      | Conservateur | Québec-Ouest        |
|  | Joseph Beaudreau (1867-1869)                    | Conservateur | Richelieu           |
|  | Pierre Gélinas (1869-1871)                      | Conservateur | Richelieu           |
|  | Jacques Picard                                  | Conservateur | Richmond-Wolfe      |
|  | Joseph Garon                                    | Conservateur | Rimouski            |
|  | Victor Robert                                   | Libéral      | Rouville            |
|  | Pierre Bachand                                  | Libéral      | Saint-Hyacinthe     |
|  | Félix-Gabriel Marchand                          | Libéral      | Saint-Jean          |
|  | Abraham Lesieur DeSaulniers                     | Conservateur | Saint-Maurice       |
|  | Michel-Adrien Bessette                          | Conservateur | Shefford            |
|  | Joseph Gibb Robertson                           | Conservateur | Sherbrooke          |
|  | Dominique-Amable Coutlée                        | Conservateur | Soulanges           |
|  | Thomas Locke                                    | Conservateur | Stanstead           |
|  | Élie Mailloux                                   | Conservateur | Témiscouata         |
|  | Joseph-Adolphe Chapleau                         | Conservateur | Terrebonne          |
|  | Louis-Charles Boucher de Niverville (1867-1868) | Conservateur | Trois-Rivières      |
|  | Sévère Dumoulin (1868-1869)                     | Conservateur | Trois-Rivières      |
|  | Charles-Borromée Genest (1869-1871)             | Conservateur | Trois-Rivières      |
|  | Antoine Chartier de Lotbinière Harwood          | Conservateur | Vaudreuil           |
|  | André-Boniface Craig                            | Conservateur | Verchères           |
|  | Louis-Adélard Senécal                           | Libéral      | Yamaska             |

## Liste des conseillers législatifs
Le tableau ci-dessus montre les personnes qui ont siégé comme conseillers législatifs durant la 1re législature. Les conseillers législatifs étant nommés à vie, la dissolution de la législature n'a pas mis fin à leur mandat.
- Les caractères gras indiquent que la personne a été membre du conseil des ministres durant la législature.

|  | Nom                                    | Parti        | Division électorale |
|  | -------------------------------------- | ------------ | ------------------- |
|  | Jean-Louis Beaudry                     | Conservateur | Alma                |
|  | Thomas Wood                            | Conservateur | Bedford             |
|  | Joseph-Octave Beaubien                 | Conservateur | De la Durantaye     |
|  | Pierre-Eustache Dostaler               | Conservateur | De Lanaudière       |
|  | Jean-Baptiste-Georges Proulx           | Libéral      | De la Vallière      |
|  | Charles-Séraphin Rodier                | Conservateur | De Lorimier         |
|  | Henry Starnes                          | Conservateur | De Salaberry        |
|  | John Le Boutillier                     | Conservateur | Golfe               |
|  | Élisée Dionne                          | Conservateur | Grandville          |
|  | George Bryson                          | Conservateur | Inkerman            |
|  | Isidore Thibaudeau                     | Libéral      | Kennebec            |
|  | Louis Panet                            | Conservateur | La Salle            |
|  | Alexandre-René Chaussegros de Léry     | Conservateur | Lauzon              |
|  | Jean-Élie Gingras                      | Conservateur | Les Laurentides     |
|  | Félix-Hyacinthe Lemaire                | Conservateur | Mille-Isles         |
|  | Charles-Eugène Boucher de Boucherville | Conservateur | Montarville         |
|  | Louis Archambeault                     | Conservateur | Repentigny          |
|  | Eustache Prud'homme                    | Conservateur | Rigaud              |
|  | John Fraser de Berry                   | Conservateur | Rougemont           |
|  | John Jones Ross                        | Conservateur | Shawinigan          |
|  | David Morrison Armstrong               | Conservateur | Sorel               |
|  | Thomas McGreevy                        | Conservateur | Stadacona           |
|  | James Ferrier                          | Conservateur | Victoria            |
|  | Edward Hale                            | Conservateur | Wellington          |

## Sources
- Section historique du site de l'Assemblée nationale du Québec